# Palazzo Capello a Santa Maria Nova

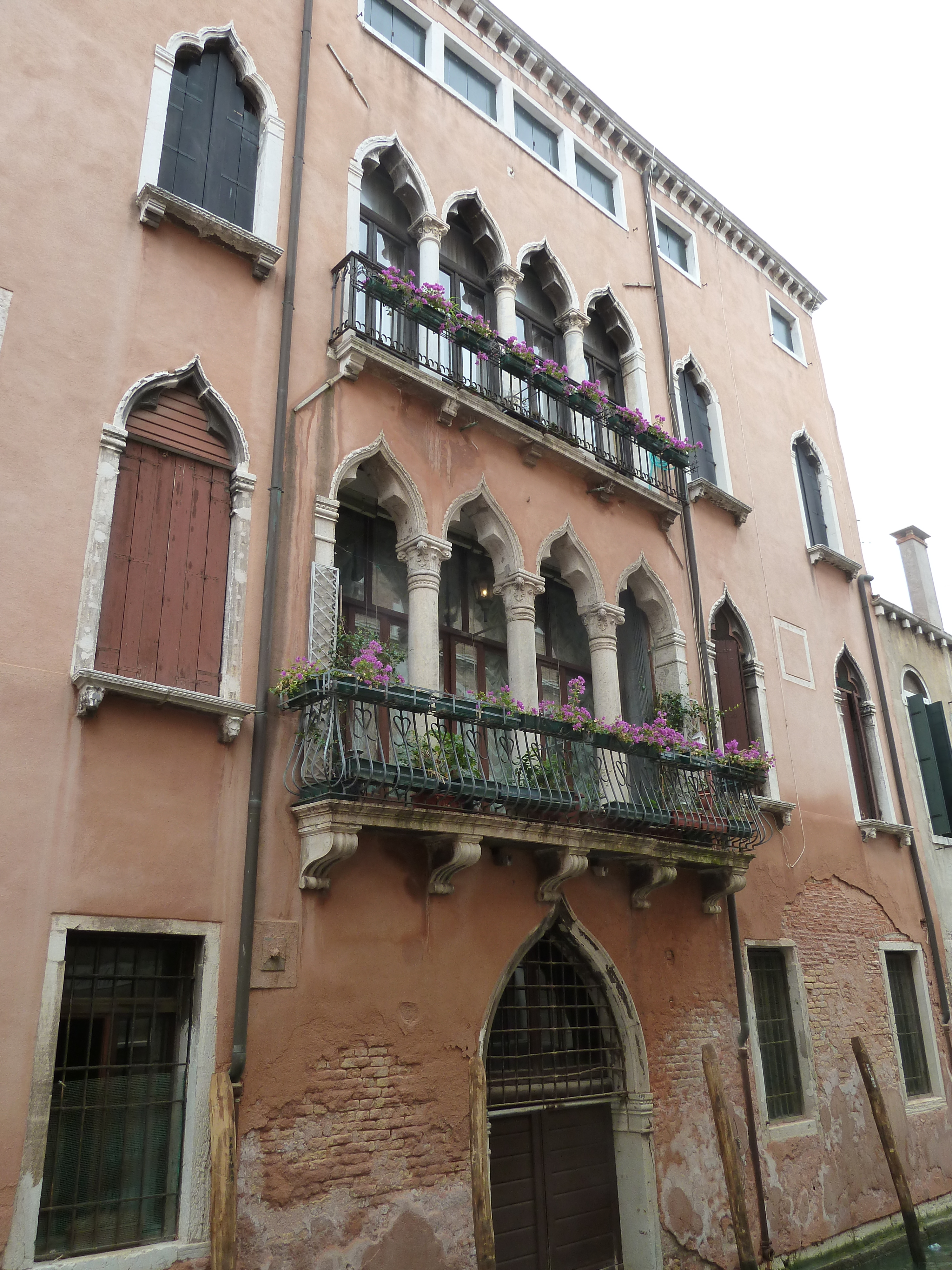
Palazzo Capello a Santa Maria Nova, Fassade zum Rio de la Panada.

Palazzo Capello a Santa Maria Nova ist ein Palast in Venedig in der italienischen Region Venetien. Er liegt im Sestiere Cannaregio an der Einmündung des Rio Widmann in den Rio de la Panada, gegenüber dem Palazzo Soranzo-van Axel und in der Nähe der Kirche Santa Maria Nova.

## Geschichte
Der Palast entstand zwischen dem Ende des 14. Jahrhunderts und den ersten Jahren des 16. Jahrhunderts für die Familie Capello. Später wurde die Fassade zur Calle del Piovan modifiziert.

## Beschreibung
Der Palast hat drei Vollgeschosse und ein Zwischengeschoss unter dem Dach. Die Fassade ist verputzt und rosafarben gestrichen. Im Erdgeschoss gibt es mittig ein Kielbogenportal zum Wasser, flankiert von zwei Paaren rechteckiger Einzelfenster. In den beiden Hauptgeschossen darüber sitzt jeweils in der Mitte ein Vierfach-Kielbogenfenster, dessen einzelne Fenster durch dorische Säulen voneinander getrennt sind. An den Enden sitzen jeweils gleichartige Halbsäulen. Solche Halbsäulen rahmen auch die zwei Paare einzelne Kielbogenfenster ein, die die Vierfachfenster flankieren. Vor den Vierfachfenstern sitzen jeweils hervorspringende Balkone, die von Konsolen getragen werden. Im Zwischengeschoss unter dem Dach sitzt ein Vierfach-Rechteckfenster neueren Datums, flankiert von zwei Paaren ebensolcher Einzelfenster. Alle Rechteckfenster haben Rahmen, die, wie die Säulen, Halbsäulen, Konsolen und Balkone aus istrischem Kalkstein gefertigt sind. Die Dachtraufe, ebenso aus diesem Stein, ist gezahnt.